# Allsboro
Allsboro es un área no incorporada ubicada en el condado de Colbert en el estado estadounidense de Alabama.

## Geografía
Allsboro se encuentra ubicada en las coordenadas 34°41′37″N 88°6′46″O / 34.69361, -88.11278.